# Harrisimemna trisignata
Harrisimemna trisignata là một loài bướm đêm thuộc họ Noctuidae. Nó được tìm thấy ở Ontario, Quebec, New Brunswick, Nova Scotia, Newfoundland và Labrador, Alberta và Saskatchewan, phía nam đến Arizona. Tại Hoa Kỳ Nó được ghi nhận ở Maryland, Pennsylvania, Wisconsin, Georgia, Illinois, Iowa, New York, Oklahoma, Tennessee, Texas và Virginia.
Sải cánh dài 30–36 mm. Con trưởng thành bay từ tháng 5 đến tháng 8 tại Canada.